# Ryūsuke Hamaguchi
Pour les articles homonymes, voir Hamaguchi.
Ryūsuke Hamaguchi (濱口 竜介, Hamaguchi Ryūsuke), né le 16 décembre 1978, est un réalisateur et scénariste japonais.

## Biographie
Ryūsuke Hamaguchi nait le 16 décembre 1978 dans la préfecture de Kanagawa,. Pendant ses études à la faculté de lettres de l'université de Tokyo, il participe au club cinéma et réalise un premier long métrage tourné en 8mm, Like Nothing Happened (2003) dont il existe deux versions. Après avoir obtenu son diplôme, il travaille pendant trois ans comme assistant à la réalisation de films et de programmes de télévision puis entre à l'université des arts de Tokyo en 2006, Kiyoshi Kurosawa est l'un de ses professeurs,. En 2008, Passion, son film de fin d'études est présenté en compétition lors de la 9e édition du Tokyo Filmex, et dans la section « meilleur nouveau réalisateur » du festival international du film de Saint-Sébastien.
De 2011 à 2013, il coréalise avec Kō Sakai une trilogie documentaire, composée de The Sound of Waves (2011), Voices from the Waves: Kesennuma (2013) et Voices from the Waves: Shinchimachi (2013), dans laquelle il donne la paroles à des survivants et des témoins du tsunami qui a fait suite au séisme de 2011 de la côte Pacifique du Tōhoku.
Son film Senses (2015) aussi connu sous le titre Happy Hour, d'une durée de 5 heures et 17 minutes et tourné à Kobe, révèle progressivement la solitude et la frustration dont quatre amies autour de la quarantaine souffrent plus ou moins consciemment. Le film est tourné avec des acteurs non professionnels alors que Ryūsuke Hamaguchi est artiste résident au Design and Creative Center Kobe (KIITO). Le film obtient de nombreux prix internationaux dont le prix d'interprétation féminine attribué conjointement à Sachie Tanaka, Hazuki Kikuchi, Maiko Mihara et Rira Kawamura au festival international du film de Locarno,, la Montgolfière d'argent et le prix du public au Festival des trois continents 2015.
En 2018, Asako I & II, basé sur un roman de Tomoka Shibasaki, est présenté en compétition au festival de Cannes.
Du 5 septembre au 16 novembre 2019, la maison de la culture du Japon à Paris présente « Ryūsuke Hamaguchi, enregistrer l'intime », la première grande rétrospective européenne de l’œuvre du cinéaste, et la plus complète hors du Japon. À cette occasion sort le premier livre en langue française à lui  être consacré.
En 2021, Contes du hasard et autres fantaisies est présenté à la Berlinale, il est récompensé du Grand prix du jury. Le film remporte également la Montgolfière d'or et le prix du public lors du festival des trois continents 2021,.
La même année, Drive My Car remporte le prix du scénario au festival de Cannes.
Aux côtés de Katsuya Tomita et Kōji Fukada, Ryūsuke Hamaguchi incarne une nouvelle génération de cinéastes japonais. Adepte d'un réalisme dépouillé doublé d'un peintre méticuleux du tumulte des sentiments, il s'est imposé comme l'un des réalisateurs japonais les plus importants de ces dernières années.

## Filmographie

### Courts et moyens métrages
- 2001 : Eiga o mini iku (映画を見に行く?) (court-métrage)
- 2005 : Beginning (はじまり, Hajimari?)[20] (court-métrage)
- 2005 : Friend of the Night[21] (moyen-métrage)
- 2006 : Yūgeki (遊撃?) (court-métrage)
- 2006 : Kioku no kaori (記憶の香り?) (court-métrage)
- 2009 : I Love Thee for Good (永遠に君を愛す, Eien ni kimi o aisu?)[22] (moyen-métrage)
- 2013 : Touching the Skin of Eeriness (不気味なものの肌に触れる, Bukimi na mono no hada ni fureru?)[23] (moyen-métrage)
- 2016 : Heaven Is Still Far Away (天国はまだ遠い, Tengoku wa mada tōi?)[24] (moyen-métrage)

### Longs métrages
- 2003 : Like Nothing Happened (何食わぬ顔, Nani kuwanu kao?)[4]
- 2007 : Solaris
- 2008 : Passion[25]
- 2010 : The Depths[26]
- 2012 : Intimacies (親密さ, Shinmitsusa?)[27]
- 2015 : Senses (ハッピーアワー, Happī Awā?)[28]
- 2018 : Asako I & II (寝ても覚めても, Netemo sametemo?)[29]
- 2021 : Contes du hasard et autres fantaisies (偶然と想像, Gūzen to sōzō?)
- 2021 : Drive My Car (ドライブ・マイ・カー?)[30]
- 2023 : Le mal n'existe pas (悪は存在しない, Aku wa sonzai shinai?)

### Documentaires
- 2011 : The Sound of Waves (なみのおと, Nami no oto?)[31], coréalisé avec Kō Sakai
- 2013 : Voices from the Waves: Kesennuma (なみのこえ 気仙沼, Nami no koe : Kesennuma?)[32], coréalisé avec Kō Sakai
- 2013 : Voices from the Waves: Shinchimachi (なみのこえ 新地町, Nami no koe : Shinchimachi?)[33], coréalisé avec Kō Sakai
- 2013 : Storytellers (うたうひと, Utau hito?)[34], coréalisé avec Kō Sakai
- 2015 : Dance with OJ[35]

### Scénariste
- 2020 : Les Amants sacrifiés (スパイの妻, Supai no tsuma?)[36], écrit avec Tadashi Nohara et Kiyoshi Kurosawa qui en est aussi le réalisateur.

## Distinctions
Sauf indication contraire, les informations mentionnées dans cette section peuvent être confirmées par la base de données cinématographiques IMDb,  présente dans la section « Liens externes ».

### Récompenses
- 2013 : Sky Perfect IDEHA Prize pour Storytellers au festival international du documentaire de Yamagata[37]
- 2015 : Montgolfière d'argent et prix du public pour Senses (Happy Hour) au Festival des trois continents 2015[11]
- 2015 : mention spéciale pour le scénario de Senses au festival international du film de Locarno[10]
- 2015 : prix du meilleur réalisateur pour Senses au festival international du film de Singapour
- 2016 : prix du meilleur film pour Senses aux Asia Pacific Screen Awards (en)
- 2021 : Grand prix du jury pour Contes du hasard et autres fantaisies à la Berlinale[15]
- 2021 : prix du scénario pour Drive My Car au Festival de Cannes[18]
- 2021 : Montgolfière d'or et prix du public pour Contes du hasard et autres fantaisies au festival des trois continents 2021[16]
- 2021 : Los Angeles Film Critics Association Award du meilleur scénario pour Drive My Car (conjointement avec Takamasa Ōe)[38]
- 2021 : prix Kinema Junpō du meilleur scénario pour Les Amants sacrifiés (conjointement avec Tadashi Nohara et Kiyoshi Kurosawa)[39]
- 2022 : Golden Globe du meilleur film en langue étrangère pour Drive My Car[40]
- 2022 : Oscar du meilleur film international pour Drive My Car
- 2023 : Grand prix du jury pour Evil Does Not Exist à la Mostra de Venise

### Sélections et nominations
- 2008 : Passion est sélectionné pour la 9e édition du Tokyo Filmex[7]
- 2008 : Passion est présenté en compétition dans la section meilleur nouveau réalisateur du festival international du film de Saint-Sébastien[5]
- 2013 : Voices from the Waves est présenté en compétition au festival international du documentaire de Yamagata[37]
- 2015 : Senses (Happy Hour) est présenté en compétition au festival international du film de Locarno[10]
- 2018 : Asako I & II est présenté en compétition dans de nombreux festivals, au festival de Cannes[12], Taipei, Melbourne ou encore Toronto et Busan.
- 2018 : prix du meilleur film pour Asako I & II aux Hōchi Film Awards
- 2018 : prix du meilleur film pour Asako I & II au festival du film de Lisbonne et Estoril[41]
- 2019 : Asako I & II est présenté en compétition au festival international du film de Bucarest[42], ainsi qu'au festival international du film de Rotterdam
- Oscars 2022 : meilleure réalisation et meilleur scénario adapté pour Drive My Car[43]

## Publications
- Hamaguchi Ryūsuke, « Le monde ne connaît pas Sômai » (trad. Mathieu Capel),  pour le dossier de presse et le livret bluray de Déménagement, de Sômai Shinji, distribué/édité par Survivance, 2023. URL : https://sister-distribution.ch/collection/m-ryusuke-hamaguchi
- Hamaguchi Ryūsuke, « Rencontre et ébranlement » (trad. Patrick De Vos), Ebisu [En ligne], 59 | 2022, mis en ligne le 15 mars 2022, consulté le 23 juillet 2025. URL : https://journals.openedition.org/ebisu/7208?lang=fr ; DOI : https://doi.org/10.4000/ebisu.7208